# Arrondissement Apt
Arrondissement Apt je francouzský arrondissement ležící v departementu Vaucluse v regionu Provence-Alpes-Côte d'Azur. Člení se dále na 6 kantonů a 56 obcí.

## Kantony
- Apt
- Bonnieux
- Cadenet
- Cavaillon
- Gordes
- Pertuis